# Martin M. Wattenberg
Martin M. Wattenberg,, né en 1970, est un scientifique et artiste américain connu pour son travail avec la visualisation de données. Avec Fernanda Viégas, il a travaillé sur le site de Cambridge du centre de recherche Thomas J. Watson d'IBM dans le cadre du laboratoire de communication visuelle et a créé Many Eyes. En avril 2010, Wattenberg et Viégas ont lancé une nouvelle entreprise appelée Flowing Media, Inc., pour se concentrer sur la visualisation destinée aux consommateurs et au grand public. Quatre mois plus tard, ils ont tous deux rejoint Google en tant que co-dirigeants du groupe de visualisation de données "Big Picture" de Google à Cambridge, dans le Massachusetts.

## Biographie
Wattenberg a grandi à Amherst, Massachusetts. Il a reçu un Bachelor of Arts de l'Université Brown en 1991, un M.S. de l'Université Stanford en 1992 et Ph.D. en mathématiques de l'U.C. Berkeley en 1996. De 1996 à 2002, il a vécu à New York et a travaillé pour Dow Jones, sur le site de finances personnelles et d'investissement SmartMoney.com. En 2002, il a pris un poste au Thomas J. Watson Research Center d'IBM, dans son site de Cambridge, Massachusetts; en 2004, il fonde le Visual Communication Lab d'IBM Research

## Journalisme
Pendant son séjour à SmartMoney.com, Wattenberg s'est concentré sur les nouvelles formes de journalisme interactif basé sur le Web. Les premiers travaux en 1996-1997 allaient de pièces de service, telles que des feuilles de travail pour guider les décisions financières, à des récits graphiques explicatifs sur des sujets tels que les courbes de rendement des obligations. En 1998, Wattenberg a créé la carte du marché, qui visualisait la performance du cours des actions de centaines de sociétés cotées en bourse. La carte a été le premier treemap basé sur le Web et a été largement imitée. Par la suite, Wattenberg a lancé un groupe de recherche et développement chez SmartMoney, qui était responsable des graphiques interactifs, des graphiques et des simulations, ainsi qu'une bibliothèque de composants de visualisation. En dehors de son travail chez Dow Jones, Wattenberg est connu pour ses visualisations interactives qui ont présenté au grand public des ensembles de données allant des noms de bébé aux collections de musées de la NASA et du Smithsonian.

## Recherche de visualisation

### Analyse collaborative et intelligence collective
Wattenberg, en partenariat avec Fernanda Viégas chez IBM, a publié de nombreux articles sur l'intelligence collective et l'utilisation sociale de la visualisation de données. Leur travail avec des visualisations telles que History Flow et Chromogram a conduit à certaines des premières publications sur la dynamique de Wikipédia, y compris la première étude scientifique de la réparation du vandalisme,.
Wattenberg est l'un des fondateurs du site Web expérimental Many Eyes d'IBM, créé en 2007, qui vise à rendre la technologie de visualisation accessible au public. Outre une large adoption par les particuliers, la technologie de Many Eyes a été utilisée par des organisations à but non lucratif et des organes de presse tels que le New York Times Visualization Lab.

### Techniques de visualisation et théorie
Wattenberg a inventé ou co-inventé de nombreuses techniques de visualisation. La carte du marché était basée sur un nouvel algorithme pour les mises en page de treemap (voir Treemapping). Le diagramme en arc est une nouvelle technique de visualisation de la structure en longues séquences, étroitement liée aux plongements linéaires de réseaux, une technique qui a depuis été utilisée par de nombreux autres concepteurs. Wattenberg et Viégas ont introduit ensemble plusieurs techniques de représentation de texte: en plus de la technique de flux historique décrite ci-dessus, les deux ont créé des visualisations de texte telles que l'arbre de mots et le chromogramme.

## Ouvrages d'art
En tant qu'artiste, Wattenberg utilise des graphiques interactifs et la visualisation comme moyen d'expression. Il a principalement travaillé sur des projets accessibles sur Internet, mais a également créé des installations, des vidéos et des impressions.
Dans les années 1990, il a commencé à travailler avec la visualisation de l'information en tant que médium artistique. Par exemple, sa série Shape of Song (1999–2002) dépeint la forme de compositions musicales; ce projet existe en ligne ainsi que dans des tirages qui ont été exposés dans plusieurs lieux. Starrynight (1999), une collaboration avec Alexander Galloway et Mark Tribe, a fourni une nouvelle forme de navigation sociale et visuelle pour une discussion en ligne. Idealine (2001), une représentation interactive de l'univers de l'art en ligne, a été la première œuvre d'art sur Internet commandée par le Whitney Museum of American Art, ainsi qu'un tout premier exemple d'une œuvre d'art utilisant le «crowdsourcing» pour recueillir des données. Wattenberg a également travaillé avec Golan Levin, contribuant à la technique de visualisation utilisée dans The Secret Lives of Numbers (2002).
Wattenberg travaille fréquemment avec Marek Walczak, avec qui il a formé une collaboration connue sous le nom de MW2MW. Un thème clé de leur travail est la relation entre la langue et l'espace. Par exemple, Apartment s'est inspiré du concept de palais de la mémoire, transformant un texte de forme libre saisi par un spectateur en un plan architectural. La pièce est apparue dans de nombreuses versions, y compris en ligne (2000), une installation au Whitney Museum of American Art (2001) et dans de nombreux autres lieux. D'autres travaux explorent les possibilités d'interaction: la série Thinking Machine (2004–2008), par exemple, est basée sur un programme d'échecs qui tente de donner le meilleur au spectateur tout en affichant son propre processus de réflexion.
Depuis 2003, Wattenberg collabore avec Fernanda Viégas pour créer des œuvres interactives qui évoquent la joie de la «révélation». Ils ont utilisé des techniques académiques telles que le flux d'histoire pour créer des estampes qui ont été montrées dans des lieux tels que le New York Museum of Modern Art. [Les deux ont également créé des visualisations purement artistiques. Par exemple, la série Fleshmap (2008-2009) dépeint des aspects de la sensualité et comprend des travaux sur le Web, des vidéos et des installations. Par exemple, Fleshmap: Touch fournit une vue collective des zones érogènes, tandis que Fleshmap: Listen visualise le langage utilisé pour décrire le corps dans les paroles des chansons....

## Publications
- 2007: Many Eyes: Un site de visualisation à l'échelle d'Internet. Fernanda B. Viégas, Martin Wattenberg, Frank van Ham, Jesse Kriss, Matt McKeon. Symposium IEEE sur la visualisation de l'information.
- 2005: Noms de bébé, visualisation et analyse des données sociales Martin Wattenberg. Symposium IEEE sur la visualisation de l'information.
- 2004: Étude de la coopération et des conflits entre auteurs avec des visualisations de flux d'histoire. Fernanda B. Viégas, Martin Wattenberg et Kushal Dave. Conférence ACM sur l'interaction ordinateur-homme (CHI).
- 2002: Treemaps ordonnés et quantiques: utiliser efficacement l'espace 2D pour afficher les hiérarchies Ben Bederson, Ben Shneiderman et Martin Wattenberg. ACM Transactions on Graphics, Vol 21, n ° 4.